# Fitotoxina
Fitotoxinas são substâncias venenosas ou tóxicas para o crescimento das plantas. As substâncias fitotóxicas podem resultar da atividade humana, como acontece com os herbicidas, ou podem ser produzidas pelas plantas, por microrganismos ou por reacções químicas naturais. O termo é também utilizado para descrever substâncias químicas tóxicas produzidas pelas próprias plantas, que funcionam como agentes de defesa contra os seus predadores ou têm efeitos alelopáticos. A maioria dos exemplos que se enquadram nesta definição de fitotoxina são membros de várias classes de metabolitos especializados ou secundários, incluindo alcalóides, terpenos e especialmente compostos fenólicos, embora nem todos esses compostos sejam tóxicos ou tenham objectivos defensivos. As fitotoxinas podem também ser tóxicas para os humanos.